# Márton Gyöngyösi
Pour les articles homonymes, voir Gyöngyösi.
Dans le nom hongrois Gyöngyösi Márton, le nom de famille précède le prénom, mais cet article utilise l’ordre habituel en français Márton Gyöngyösi, où le prénom précède le nom.
Márton Gyöngyösi, né le 8 juin 1977 à Kecskemét, est une personnalité politique hongroise, vice-président exécutif de Jobbik, député européen depuis 2019. Il a été élu membre du Parlement Européen (MPE) aux élections européennes de 2019 et comme résultat, il a démissionné de son siège au parlement hongrois.
De 2010 à 2019, il est député à l'Assemblée nationale de Hongrie.

## Biographie
Du fait des activités de son père dans le commerce international, il passe son enfance en Égypte, en Irak, en Afghanistan et en Inde, puis fait des études d'économie et de politique au Trinity College de Dublin et à Nuremberg. Revenu en Hongrie en 2004, il entre au Jobbik en 2006.
En décembre 2004, il revient en Hongrie et travaillait comme conseiller fiscal au bureau de KPMG de Budapest. Entre 2007 et 2010, il est expert chez Ernst & Young.
Il parle anglais, allemand et russe.
Il se fait connaître pour son antisémitisme à plusieurs reprises, et notamment en novembre 2012, lorsqu'il provoque des manifestations de protestation contre ses paroles au Parlement hongrois, à propos du soutien selon lui insuffisant apporté par la Hongrie aux Palestiniens : « Il serait temps, à propos de ce conflit, d'enquêter là-dessus : les gens qui vivent ici, et surtout au Parlement et au gouvernement hongrois, combien y en a-t-il d'origine juive qui sont un risque pour la sécurité nationale de la Hongrie ? ».

### Carrière politique
Gyöngyösi participe aux activités du Jobbik depuis 2006. Il devient conseiller de Gábor Vona, président du parti. Aux élections de 2010, il est candidat et devient député du parlement monocaméral.
Entre 2003 et 2010, il publie régulièrement des articles sur la vie politique dans le quotidien Magyar Nemzet et il a également écrit des publications sur l' économie dans le quotidien Napi Gazdaság.
En 2019, il est candidat principal de Jobbik sur la liste européenne du parti. Jobbik a obtenu 6,34 % des votes aux élections européennes, un résultat en forte chute après les 14,67 % en 2014.Malgré ce  revers, le parti a obtenu un mandat au Parlement Européen, celui de Márton Gyöngyösi.
Márton Gyöngyösi devient membre de la Commission AFET et de la délégation de l' ACP-UE. Il est également substitut dans la Commission INTA, sous - commission des droits de l’homme et dans la delegation de l’UE vers les États- Unis.

## Politique internationale
Il réclame en 2012 une rupture des relations diplomatiques entre la Hongrie et Israël, et appelle à établir une liste des députés et des membres juifs du Parlement, ceux-ci représentant « un risque pour la sécurité nationale de la Hongrie ».

## Relations interparlementaires
Le 26 mars 2007, le Parlement hongrois a créé la groupe d’amitié interparlementaire Hongrie- Azerbaïdjan don’t Márton Gyöngyösi était le président pendant qu’il était député au parlement hongrois.